# الاوحد ایوب
ملک الاوحد نجم الدین ایوب بن العادل ابوبکر بن نجم الدین ایوب (درگذشت ۱۲۱۰) سومین امیر (شاهزاده) ایوبی امارت دیاربکر با مرکزیت میافارقین بین سال‌های ۱۲۰۰–۱۲۱۰ میلادی بود. وی چهارمین پسر العادل یکم (حدود ۱۲۰۰–۱۲۱۸)، سلطان ایوبی مصر بود.

## امیر میافارقین
در پی برکناری  الافضل از از پادشاهی دمشق، العادل یکم پس از اتحاد مجدد ایوبیان، بخش اعظم امپراتوری را در میان پسرانش تقسیم کرد. شمالی‌ترین متصرفات امپراتوری، با مرکزیت میافارقین، به الاوحد اختصاص یافت. الافضل و العادل بعداً توافقی منعقد کردند که بر اساس آن الاوحد کنترل میافارقین را به الافضل منتقل می‌کرد. اما الاوحد از واگذاری بخشی از امپراتوری خود امتناع کرد و العادل نیز از مداخله خودداری کرد. به احتمال زیاد خود العادل به الاوحد دستور داده‌است که از انتقال میافارقین به دلیل اهمیت استراتژیک شهر به عنوان قلعه منطقه مرزی امتناع کند. در نتیجه، الافضل با برادرش الظاهر غازی امیر ایوبی حلب که نسبت به حکومت العادل معترض بود، متحد شد. در تلاش برای جلب حمایت عزالدین اسامه، امیر ایوبی عجلون، رویکرد برادران وقتی نتیجه گرفت که عزالدین، العادل را از توطئه آنها مطلع کرد. این امر، درگیری کوتاه‌مدت مسلحانه بین دو جناح ایوبی در سوریه را به دنبال داشت.

## فتح ارمنستان
الاوحد در تلاش‌های پدرش العادل برای فتح قلمروهای ارمنستان و  جزیره نقش اساسی داشت. الاوحد، از حران به ارتش ایوبی به رهبری برادرش الاشرف پیوست تا قطب الدین امیر زنگی سنجار را در مقابل حمله پسرعمویش نورالدین ارسلان شاه اول امیر زنگی موصل یاری دهد. در آوریل ۱۲۰۴، ائتلاف ایوبی به سرعت نیروهای نورالدین را در نصیبین شکست داد و آنها را به موصل بازگرداند و در آنجا به چندین روستای اطراف موصل حمله کردند. در سپتامبر همان سال، ایوبیان با نورالدین صلح برقرار کردند.
در ۱۲۰۷، در تلاش برای کنترل جاده اصلی بین دیاربکر و شرق آناتولی، الاوحد حمله‌ای را علیه شهر ارمنی اخلاط که تحت کنترل عزالدین بالابان بود، آغاز کرد. او توانست تعدادی قلعه کوچکتر را تصرف کند. یعنی شهر موش و روستاهای اطراف، در طول مبارزات جانشینی خود، اما در نهایت موفق به فتح اخلاط نشد. در ۱۲۰۸ العادل نیروهای الاوحد را برای دومین تلاش برای تصرف شهر فرستاد. الاوحد، بالابان را در نزدیکی اخلاط شکست داد و زمین‌های اطراف آن را تصرف کرد. بالابان پس از عقب‌نشینی به قلعه شهر، اخلاط را برای حمله قریب‌الوقوع ایوبیان آماده می‌کرد. وی متعاقباً با طغرل شاه، امیر سلجوقی ارزروم اتحاد ایجاد کرد. آنها با هم ارتش الاوحد را شکست دادند، اما طغرل به زودی بالابان را مورد حمله قرار داد و او را ترور کرد. طغرل متعاقباً تلاش کرد وارد اخلاط شود، اما توسط مردم شهر، شکست خورد. الاوحد در همان سال بدون هیچ مقاومتی، اخلاط را تصاحب کرد. پس از آن، ارتش او برای تسخیر قلعه‌های استراتژیک ملازگرد، ارجیش و وان، که همگی در شمال دریاچه وان و در قلمروی ارمنستان واقع شده بودند، اقدام کرد.
قبل از تقویت کنترل ایوبیان، الاوحد در ارجیش و وان با شورش روبرو شد. در حالی که او سعی می‌کرد این شورش‌ها را سرکوب کند، بعداً در سال ۱۲۰۸ اخلاط نیز به شورش پیوست. با دستور الاوحد، برادرش الاشرف ارتش تقریباً هزار نفری را برای حمایت از الاوحد رهبری کرد و ایوبیان موفق شدند شورش را در اخلاط خاموش کنند که این شورش منجر به تلفات سنگین جانی شد. پادشاهی مسیحی گرجستان طی جنگ‌های ایوبی-گرجستانی، حکومت ایوبی در شرق آناتولی را به چالش کشید. در پاسخ، العادل ارتشی را گردآوری و شخصاً رهبری کرد که شامل "امیران ایوبی حمص، حماه و بعلبک و گروه‌های دیگر از ایالت‌های ایوبی در حمایت از الاوحد و الاشرف بود. هنگامی که ایوبیان به اخلاط نزدیک شدند، گرجی‌ها از منطقه عقب‌نشینی کردند. هنگامی که گرجی‌ها به پادشاهی خود بازمی‌گشتند، الاوحد ژنرال آنان ایوان مخردگردی را در حومه اخلاط گرفت. الاوحد با استفاده از ایوان به عنوان یک چانه‌زنی، موافقت کرد که وی را در ازای ۳۰ سال صلح با گرجستان آزاد کند و بدین ترتیب تهدید فوری گرجستان برای ایوبیان پایان یابد.